# Кароліна Слім
Кароліна Слім (22 серпня 1923 — 22 жовтня 1953) — американський гітарист та співак, що виконував блюз в стилі п'ємонт. Його найбільш відомими треками є «Black Cat Trail» і «I'll Never Walk in Your Door». Під час своєї відносно короткої музичної кар'єри Кароліна використовував різні псевдоніми, зокрема Country Paul, Jammin 'Jim, Lazy Slim Jim і Paula Howard. Загалом співак записав 27 пісень, проте мало що відомо про його життя поза межами музичної кар'єри. Точні причини використання різних сценічних імен теж невідомі.

## Біографія
Кароліна Слім (справжнє ім'я Едвард Хьюз) народився в Лізбурзі (Північна Кароліна, США). Батько навчив хлопця грати на гітарі. На стиль гри Сліма вплинула творчість таких блюзових виконавців як Lightnin' Hopkins і Blind Boy Fuller. Пізніше він працював мандрівним музикантом в околицях міста Дюрем, Північна Кароліна.
У 1950 році він переїхав до Ньюарку, штат Нью-Джерсі, де й вперше записався на студії Savoy під псевдонімом Кароліна Слім. Перший сингл виконавця «Black Chariot Blues» із композицією «Mama's Boogie» на звороті платівки був записаний 24 липня 1950 року і випущений студією Acorn Records (Acorn 3015), дочірньою фірмою компанії Savoy.
У 1951 і 1952 роках він записав вісім треків на студії King в Нью-Йорку, цього разу використовуючи псевдонім Country Paul. Під час запису музикант познайомився із Генрі Гловером, який сказав, що Слім був «дуже хворим юнаком». Стиль Сліма поєднує в собі п'ємонт-блюз, що чітко простежується в таких піснях як «Carolina Boogie» і в кавер-версії «Rag Mama Rag» Фуллера, та, зважаючи на вплив Хопкінса, техаський блюз. Час від часу Слім використовував у своїй творчості пральну дошку, а також звичайну гітару, таким чином підкреслючи, що він із штату Кароліна. Його записи не користувались великою популярністю, але продавались в достатніх кількостях, аби зберегти контракт із компанією звукозапису. В червні 1952 Слім записав ще чотири треки на студії Savoy, але це були його останні пісні.
Кароліна Слім помер в Ньюарку, штат Нью-Джерсі, від серцевого нападу під час хірургічної операції на спині. Йому було 30 років.
У 1994 році компанія звукозапису Document випустила збірний альбом його творів Complete Recorded Works 1950—1952 до якого входять всі 27 треків.